# LG Sieg
Die LG Sieg (Leichtathletik-Gemeinschaft Sieg) ist ein Leichtathletikverein im Landkreis Altenkirchen (Westerwald). 
Der erste überregional bekannte Athlet war Hans-Jürgen Orthmann, der von 1971 bis 1976 für die LG Sieg antrat und 1974 Deutscher Meister im 5000-Meter-Lauf wurde. 
1993 gewann Birgit Jerschabek die Deutschen Meisterschaften im Halbmarathon und im Marathon, in der Mannschaftswertung siegten im Halbmarathon Birgit Jerschabek, Manuela Veith und Hildegard Mockenhaupt. Einen weiteren Mannschaftstitel gewannen Jerschabek, H. Mockenhaupt und Matheis im Marathon. Jerschabek startete von 1991 bis 1993 für die LG Sieg, Veith nur 1993. Hildegard Mockenhaupt blieb dem Verein verbunden und brachte auch ihre Tochter zum Verein. Sabrina Mockenhaupt startete bis 2005 und von 2011 bis 2016 für die LG Sieg; die vielfache deutsche Meisterin und Olympiateilnehmerin von 2004 und 2012 ist die erfolgreichste Athletin der LG Sieg. 2005 und 2006 gewann Verena Dreier zwei deutsche Meistertitel im Hindernislauf, sie war die führende Athletin des Vereins in den Jahren 2006 bis 2010. 
Die LG Sieg entstand 1971 durch Zusammenschluss der Leichtathletikabteilungen verschiedener Vereine, darunter der VfB Wissen und der VfL Hamm/Sieg. Zu den Mitgliedsvereinen zählen 2012: ASG Altenkirchen, DJK Betzdorf, TSG Biersdorf, Spfr. Daaden, TV Daaden, DJK Herdorf, VfL Kirchen, SG Westerwald und der VfB Wissen.